# Aziatische Amerikanen

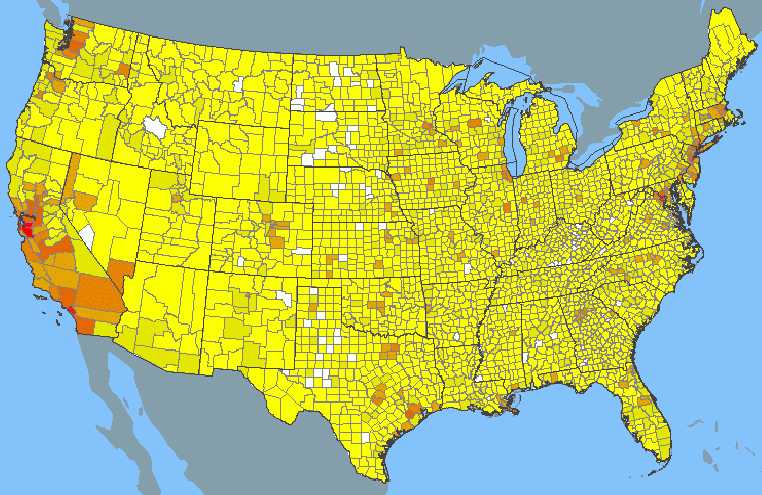
Percentage Aziatische Amerikanen per gebied in 2010

Aziatische Amerikanen (Engels: Asian Americans)  zijn Amerikaanse burgers van Aziatische afkomst. Het United States Census Bureau bedoelt met "Aziaten" mensen afkomstig uit het Verre Oosten (Oost-Azië en Zuidoost-Azië) en Zuid-Azië. De meeste Aziatische Amerikanen zijn van Chinese of Indiase afkomst. Aziatisch-Amerikaanse gezinnen hebben de hoogste gemiddelde inkomen en de hoogste educatiegraadgemiddelde van het land en worden daardoor vaak als modelminderheid gezien.
Van de totale Amerikaanse burgers in 2010 was 4,8% Aziatisch. 5,6% is van gemengde Aziatische afkomst. Wat neerkomt op 14.674.252 en 17.320.856 mensen.
De volgende staten hadden in 2010 meer dan een half miljoen Aziatische Amerikanen: 
- Californië
- New York
- Texas
- New Jersey
- Illinois
- Hawaï

## Religie
De meerderheid (42%) van de Aziaten in Amerika is christelijk. Verder is 26% irreligieus, 14% boeddhistisch, 10% hindoe, 4% moslim, 1% sikh en 2% hangt een andere religie aan. De meerderheid van de Filipino's is katholiek en de meerderheid van de Koreanen en de Japanners is protestants. De meerderheid van de Chinezen is onreligieus en de meerderheid van de Indiërs is hindoe. Het landelijk percentage van de Amerikanen dat gelooft in het bestaan van God is 92% en bij Aziatische Amerikanen is dat 79%.